# Alfons Haider

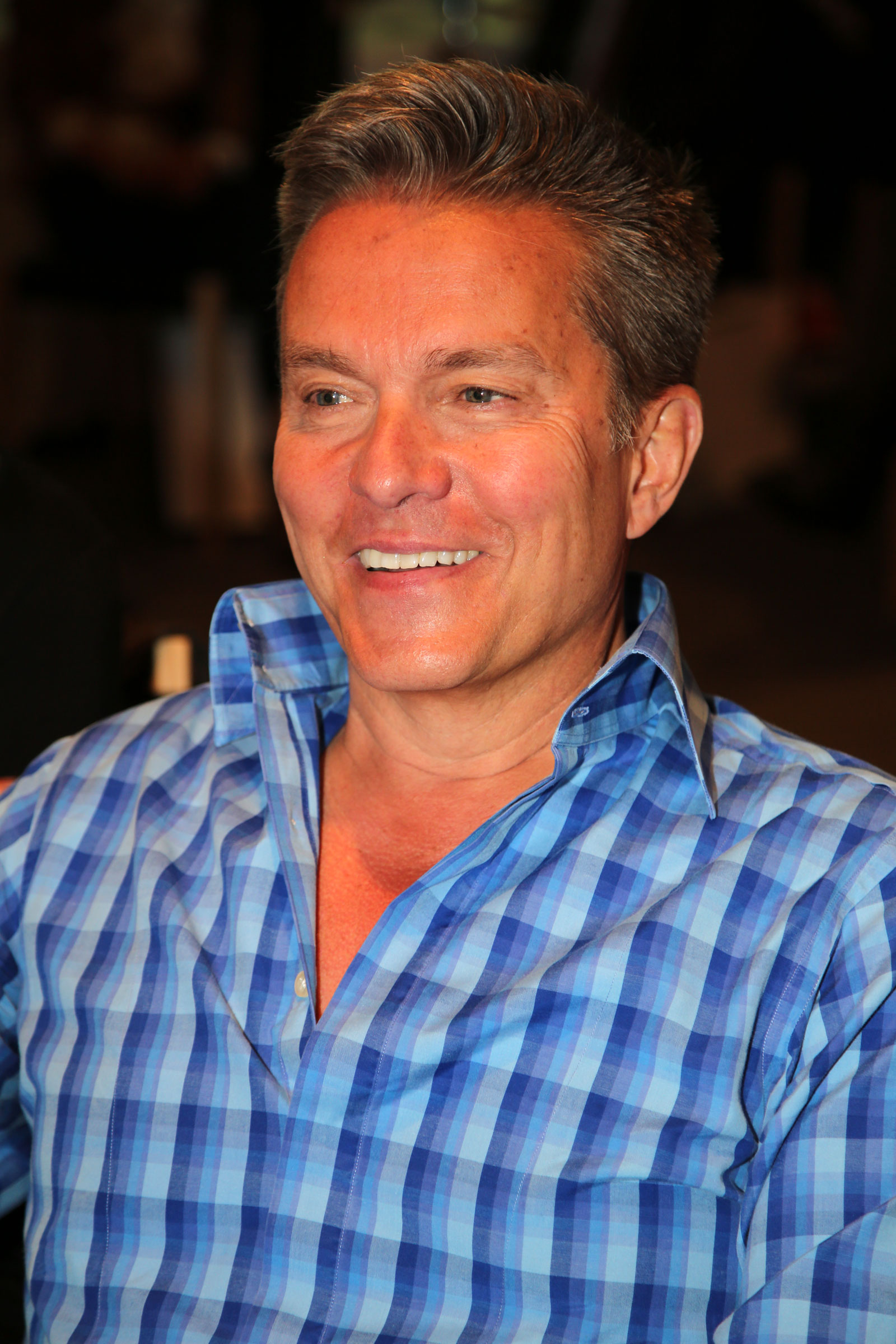
Alfons Haider (2015)

Alfons Haider (* 24. November 1957 in Wien) ist ein österreichischer Schauspieler, Sänger, Fernsehmoderator, Kabarettist und Entertainer.

## Beruflicher Werdegang
Haider begann 1976 seine Schauspiel- und Musicalausbildung in Wien und setzte sie am Lee Strasberg Theatre Institute in Los Angeles (Kalifornien) fort.
Er spielte an verschiedenen Wiener Bühnen wie dem Wiener Volkstheater, dem Theater in der Josefstadt, der Tribüne, den Kammerspielen, am Theater der Jugend sowie im Vienna’s English Theatre (1990 und 2014). Zwischendurch führten ihn große Tourneen durch das deutschsprachige Europa. Schließlich wurde Alfons Haider auch für Film und Fernsehen aktiv, wobei er nicht nur für das deutschsprachige Fernsehen arbeitete, sondern auch in diversen internationalen Produktionen tätig war. Alfons Haider war sechs Jahre lang – von 1985 bis 1991 – die Stimme des Verkehrsratgebers für Kinder im ORF, Helmi. 1987 war er Außenmoderator von Wetten, dass..? bei der Baggerwette vor dem Wiener Rathaus. 1989 begann seine Karriere als Moderator beim ORF, die bis heute andauert und mit der Präsentation des Wiener Opernballs (gemeinsam mit Arabella Kiesbauer) jährlich einen Höhepunkt erfährt. Nebenbei spielte er auch Rollen der Weltliteratur (z. B. Hamlet, Dorian Gray, Heinrich II., Anatol).
2003 kehrte er in der Rolle als Jeff Zodiak im von Rainhard Fendrich und Harold Faltermeyer geschriebenen Musical Wake up! ans Wiener Raimundtheater zurück. 1995 präsentierte er sein erstes Kabarettprogramm Haiderkeit kennt keine Grenzen. Sein inzwischen achtes Programm Haider an die Macht war wiederum ein großer Erfolg.

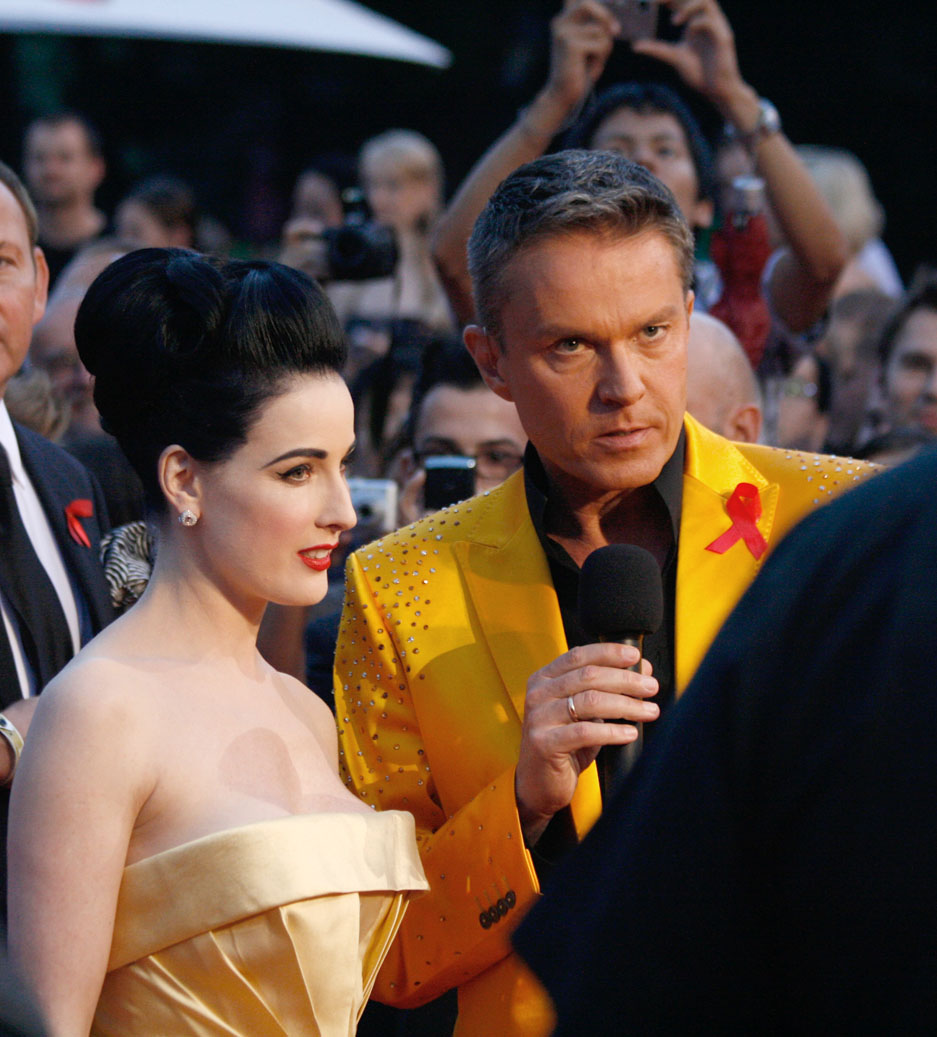
Alfons Haider mit Dita von Teese (Life Ball 2010)

Den Stockerauer Festspielen ist Alfons Haider eng verbunden, seit er hier im Alter von 23 Jahren in Skup, der Geizige von Ragusa debütierte. 1998 übernahm er die künstlerische Leitung des Open-Air-Festivals und sorgte in seiner Eröffnungssaison mit The King and I für den bis dahin größten Erfolg in der Festspielgeschichte. 2003 konnte dieser Erfolg mit Sag beim Abschied… (Haider in der Rolle des Willi Forst) noch übertroffen werden.
Im Sommer 2007 stand er ab Juli in der Uraufführung des Musicals C’est la vie auf dieser Bühne, dem gesellschaftskritischen Stück um Aufstieg und Fall eines Idols. Im Herbst 2014 stand er bei der Uraufführung der englischen Fassung der Komödie Butterbrot von Gabriel Barylli im Vienna’s English Theatre auf der Bühne.
Am 30. Jänner 2006 war Alfons Haider mit seiner Show Entertainer zum ersten Mal in der New Yorker Carnegie Hall zu Gast. Am 2. März 2006 wurde die neue Musicalhalle F in der Wiener Stadthalle mit dem Musicalklassiker The King and I von Richard Rodgers (Musik) und Oscar Hammerstein II (Texte, Buch) eröffnet. Haider war in der Rolle des König von Siam zu sehen.
Haider moderierte Dancing Stars auf ORF 1, für die zweite Staffel erhielt er 2006 die Goldene Romy. Gemeinsam mit Mirjam Weichselbraun moderierte er auch ab 9. März 2007 die dritte Staffel von Dancing Stars. Er war auch in der vierten Staffel dabei, allerdings ersetzte Klaus Eberhartinger ihn als Moderator, und Haider war der vierte Juror. Bei der fünften Staffel 2009 übernahm er wieder die Moderatoren-Rolle, Klaus Eberhartinger wechselte in die Jury. Bei der 6. Staffel von Dancing Stars war Alfons Haider mit dem Profitänzer Vadim Garbuzow als erstes gleichgeschlechtliches Paar zu sehen. Das Tanzpaar erreichte den 4. Platz in dieser Staffel.
Ab 23. November 2007 moderierte Haider die ORF-Sendung Musical! Die Show, in der acht Wochen lang zehn junge Leute versuchten, die Zuschauer von ihrem Talent im Singen, Tanzen und Schauspielen zu überzeugen.
Seit 8. April 2016 moderiert er das wöchentliche Magazin Österreich Blick des Fernsehsenders und -vermarkters R9 als Nachfolger von Eva Pölzl, welche zum ORF-Frühstücksfernsehen Guten Morgen Österreich wechselte.
Am 15. September 2020 wurde er bei The Masked Singer Austria als Steinbock demaskiert.
Im Dezember 2020 wurde er als Generalmusikintendant des Burgenlandes für die Seefestspiele Mörbisch und den Festivalsommer jOPERA auf Schloss Tabor in Jennersdorf präsentiert.
Bis Juni 2022 präsentierte er gemeinsam mit Barbara Schöneberger die ORF/MDR-Sendung Starnacht.
Nach vielen Jahren als Moderator, Intendant und Regisseur kehrte er im Februar 2025 auf die Bühne zurück. Er spielt Johann „Joe“ Oberbichler in dem Musical Skiverliebt am Salzburger Landestheater.

## Privatleben
Haider hatte 1997 als bereits bekannter Fernsehmoderator und Schauspieler sein Coming-out als Homosexueller, um, wie er sagte, einem geplanten Outing zuvorzukommen. Heute bereut er dies zwar nicht, würde es allerdings vor allem zum Schutz von Familie und Lebensgefährten nicht mehr tun (Haiders Mutter wurde wegen seiner Homosexualität von einem Unbekannten misshandelt).
Haider hatte eine Zwillingsschwester, die bereits im Mutterleib starb.

## Soziales Engagement

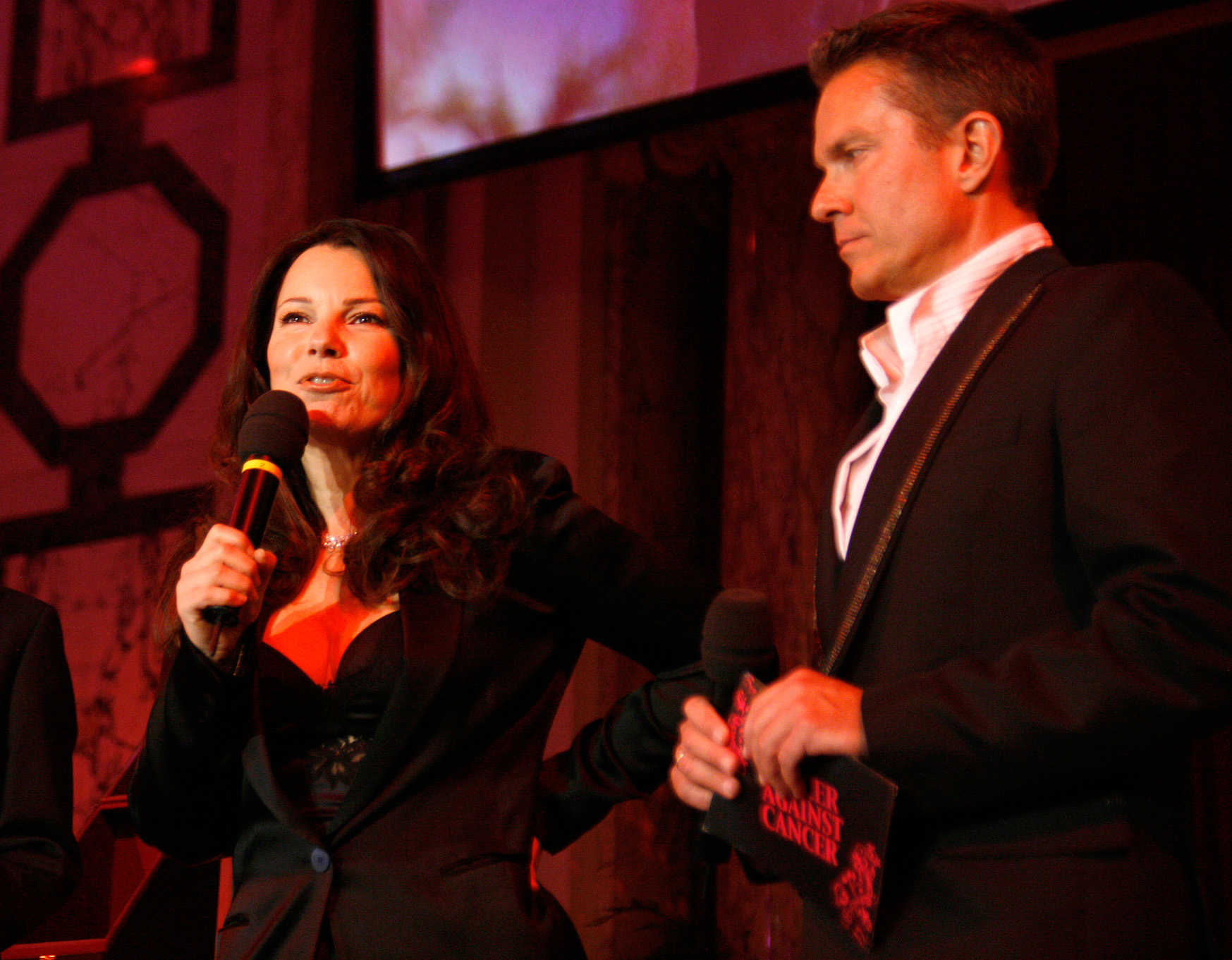
Haider mit Fran Drescher (Dancer against Cancer 2010)

Haider unterstützt seit Jahren Arnold Pollak, den Primarius der Universitätsklinik für Kinder- und Jugendheilkunde am Wiener Allgemeinen Krankenhaus, und dabei insbesondere die Arbeit mit „Frühchen“. Nach jeder Vorstellung sammeln Alfons Haider, seine Mutter Anna und seine Bühnenkollegen für die Aktion „Unser Kind“.
Seit Herbst 2014 ist er auch Botschafter der Make-A-Wish Foundation Österreich. Die Make-A-Wish Foundation Österreich wurde 1997 gegründet und erfüllt Herzenswünsche schwer kranker Kinder zwischen 3 und 18 Jahren. Seit der Gründung der Make-A-Wish Foundation Österreich konnte das Team aus ehrenamtlichen Mitarbeitern bereits mehr als 1.000 Wünsche erfüllen.

## Kontroverse
Haider wirkte als Moderator beim Festakt „100 Jahre Burgenland“, bei dem er mit dem Musiker Alexander Köck von der Band Cari Cari aneinandergeriet: Köck kritisierte während einer Spielpause, dass die Musiker des Orchesters, bei denen es sich um Studierende der Musik handelte, eine Gage von 30 Euro erhielten, die er als zu gering ansah. Haider, der selbst Intendant und Moderator der Veranstaltung war, sah sich zu einer Stellungnahme genötigt, in der er Köck attackierte. Haider entschuldigte sich später bei den Orchestermusikern dafür, ihnen Professionalität abgesprochen zu haben, jedoch nicht bei Köck.

## Theater
- 1974 Der Vogelhändler / Statist – Volksoper
- 1975 Der Zigeunerbaron / Statist – Seefestspiele Mörbisch
- 1975 Die Nachtigall / Soldat – Theater der Jugend
- 1976 Das Gespenst von Canterville / junger Graf – Theater der Jugend
- 1977 Die Ungarische Hochzeit / Arpad – Landestheater Innsbruck
- 1977 Die Irre von Chaillot / Piccolo – Theater in der Josefstadt
- 1977 Pension Schöller / jugendl. Liebhaber – Kammerspiele Wien
- 1978 Jedermann / Tischgesellschaft – Salzburger Festspiele
- 1979 Fritzchen / Fritz von Drosse – Tribüne Wien
- 1979 Hofrat Geiger / Hans – Kammerspiele
- 1980 Der schlafende Prinz / Prinz – Tournee
- 1980 Sissy / Kaiser Franz Joseph – Bad Ischl
- 1981 Lady in the Dark / Student – Raimundtheater
- 1981 Der Graf von Monte Christo / Viconte de Montcerf – Volkstheater
- 1981 Der Unbedeutende / Adeliger – Volkstheater
- 1981 Scup, der Geizige von Ragusa / junger Freier – Stockerauer Festspiele
- 1981 Figaros Hochzeit / Cherubin – Volkstheater
- 1981 Der Alpenkönig und der Menschenfeind / Liebender – Volkstheater
- 1982 Viel Lärm um Nichts / Claudio – Melker Festspiele
- 1982 Gespenstersonate / Student Archenholz – Tournee
- 1982 Cyrano de Bergerac / Kadett – Volkstheater
- 1983 Die lustigen Weiber von Windsor / Fenton, Henry IV – Stockerauer Festspiele
- 1983 Sissy / Kaiser Franz Joseph – Raimundtheater
- 1983 Bürger Schippel / junger Fürst – Volkstheater
- 1984 Merlin / Sir Beauface – Volkstheater
- 1984 Schule der Frauen / Horace – Theater in der Josefstadt
- 1985 Das Glas Wasser / Masham – Stockerauer Festspiele
- 1985 Madame Celine / Piere – Kammerspiele
- 1986 Das Bildnis des Dorian Gray / Dorian Gray – Tournee
- 1986 Wie man Hasen jagt / Gontran – Stockerauer Festspiele
- 1987 Hamlet / Prinz von Dänemark – Tournee
- 1987 Sissy / Kaiser Franz Joseph – Bad Ischl
- 1987 Protektion? / Doktor – Volkstheater
- 1988 Helden / Bluntschli – Stockerauer Festspiele
- 1989 Liebelei / Leutnant Fritz – Tournee
- 1989 Komödie der Irrungen / Antipholus – Stockerauer Festspiele
- 1990 Butterflies are free / Don Baker – Vienna´s English Theatre
- 1990 Die Romanticker / Erzähler – Stockerauer Festspiele
- 1992 Sissi / Kaiser Franz Joseph – Bad Ischl
- 1992 Boeing Boeing / Pilot Bernhard – Stockerauer Festspiele
- 1993 Eine Frage der Ehre / Daniel Kaffee – Volkstheater
- 1993 Helden / Bluntschli – Stockerauer Festspiele
- 1993/94/95 Soirée bei Prinz Orlofski / Orlofski – Schönbrunner Schlosstheater
- 1994 Ein Volksfreund / Volksfreund – Volkstheater
- 1994 Viel Lärm um nichts / Benedict – Stockerauer Festspiele
- 1994–1997 Eine Frage der Ehre / Daniel Kaffee – Tournee
- 1995 Thamos, König von Ägypten / Thamos – Salzbg. Osterfestspiele
- 1995 Diener zweier Herren / Trufaldino – Stockerauer Festspiele
- 1996 Was ihr wollt / Junker Bleichenwang – Stockerauer Festspiele
- 1996/97 Sissy / Kaiser Franz Joseph – Schönbrunner Schlosstheater
- 1997 Die lustigen Streiche des Scapins / Scapin – Stockerauer Festspiele
- 1998–2000/2005 The King and I / König – Stockerauer Festspiele
- 1998 Eine Frage der Ehre / Daniel Kaffee – Stockerauer Festspiele
- 1998 Sissy / Kaiser Franz Joseph – Tournee
- 1998 Im weißen Rößl / Leopold, Kaiser – Landestheater St. Pölten
- 1999 Anatol / Anatol – Tournee
- 1999 Hamlet / Prinz von Dänemark – Stockerauer Festspiele
- 2000 The King and I / König – Ronacher/Deutsches Theater München
- 2000 Becket / Heinrich II – Stockerauer Festspiele/Tournee
- 2001/02 Time out! / Scott – Stockerauer Festspiele
- 2003 Sag beim Abschied... / Willi Forst – Stockerauer Festspiele / Wiener Metropol
- 2003 Wake Up / Jeff – Raimundtheater
- 2004 Grillparzer leicht gekürzt / Grillparzer – Stockerauer Festspiele / Wiener Metropol
- 2005 Bel Ami / Willi Forst – Tournee
- 2006 The King and I / König – Wiener Stadthalle
- 2006 Schani – mehr als ein Leben / Johann Strauß – Stockerauer Festspiele / Wiener Metropol
- 2007 C’est la vie / Mazarin – Stockerauer Festspiele
- 2008 Joseph / Pharao – Wiener Stadthalle
- 2008 The King and I / König – Tiroler Landestheater
- 2009 Butterbrot / Martin – Kammerspiele
- 2008/09 La Cage Aux Folles / Albin – Stockerauer Festspiele
- 2010 Victor/Victoria / Toddy – Stockerauer Festspiele
- 2011 Sie spielen unser Lied – Stockerauer Festspiele
- 2012 A Chorus Line – Stockerauer Festspiele
- 2012 Butterbrot / Stefan – Salzburger Landestheater
- 2014 Showtime / Roland – Altes Schauspielhaus Stuttgart
- 2014 Chickenshit (engl. Butterbrot) / Peter – Vienna English Theatre + New York
- 2018 Heidi, MuseumsQuartier, Wien

## Filme
- 1978: Himmel, Scheich und Wolkenbruch
- 1979: Augenblicke – 4 Szenen mit Paula Wessely
- 1983: Happy Weekend
- 1985: Bitter Herbs
- 1988: Tatort: Feuerwerk für eine Leiche
- 1993: Mein Freund, der Lipizzaner
- 1994: Höhenangst
- 1995: Ein fast perfekter Seitensprung
- 1997: Der See
- 1998: Kubanisch rauchen
- 2003: Dinner for Two
- 2017: The Salzburg Story

## Fernsehserien
- 1980–1986: Ringstraßenpalais
- 1990–1995: Die liebe Familie
- 1991–1996: Tohuwabohu (Sketch-Sendung)
- 1990: Tourbillons
- 1991–1992: Riviera
- 1995–2000: Kaisermühlen-Blues
- 2005–2011: Dancing Stars

## CDs
- 2002: Ich bin Du
- 2004: Entertainer – Das ist mein Tag
- 2005: Christmas Entertainer
- 2006: Bel Ami
- 2007: For Once In My Life

## Hörbücher
- 2013: Alles Mama! – Geschichten, Erinnerungen und Lieder gelesen und gesungen von Alfons Haider, Mono Verlag, Wien, ISBN 978-3-902727-26-8
- 2013: Strache – Im braunen Sumpf von Hans-Henning Scharsach, Mono Verlag, Wien, ISBN 978-3-902727-18-3

## Auszeichnungen
- 2004: Ybbser Spaßvogel
- 29. November 2007: Goldenes Verdienstzeichen des Landes Wien, überreicht von Bürgermeister Michael Häupl
- April 2010: Großes Ehrenzeichen für Verdienste um das Bundesland Niederösterreich, überreicht von Landesrätin Johanna Mikl-Leitner
- 2024: Verleihung des Berufstitels Professor[11]